# Yeoman
Yeoman ([ˈjoʊmən], Pl. yeomen) ist ein in verschiedenen Bedeutungen gebrauchter Begriff aus dem englischen Ständewesen des Mittelalters und der frühen Neuzeit.
Im Allgemeinen bezeichnet er die Freibauern (Freisassen) im mittelalterlichen England, später auch Pächter und kleine Grundbesitzer. Davon abgeleitet ist das Kollektivum Yeomanry, „Freibauernschaft“. Ferner wurden als yeoman auch höhergestellte Diener im adligen Hofhalt betitelt; bis heute hat sich das Wort im Vereinigten Königreich in  Amts- bzw. Rangbezeichnungen wie Yeoman Warder oder Yeoman of the Guard erhalten. Im Kontext der Geschichte der Vereinigten Staaten bezeichnet yeoman oder auch yeoman farmer hingegen einen Bauern, der – im Gegensatz zu den planters („Pflanzern“) – seine Felder ohne den Einsatz von Sklaven selbst bestellt.
Ein Yeoman hatte genügend Besitz, um seinen Kindern einen Hof mit ausreichend Land zur Verfügung zu stellen oder zu verpachten, ohne dass diese als Bauern einer weiteren Beschäftigung nachgehen mussten. Dabei handelte es sich in der Regel um nicht weniger als 40 Hektar Besitz. Die Yeomen waren im Weiteren Waffenträger der Fernwaffen Bogen und Armbrust im Kriegsfall und meist beritten, zudem stellten sie die Wachen, die im Dorf oder der Stadt patrouillierten und weitgehende Rechte hatten.
Im Gegensatz zum Adel (Gentry) ist ein Yeoman nicht allein durch Landbesitz in der Lage, seinen Lebensunterhalt zu bestreiten, und bewirtschaftet daher neben dem Verpachten auch einen Teil seines Landes in Eigenarbeit.
In der United States Navy entspricht Yeoman einem Geschäftszimmerunteroffizier.